# Jennifer Ulrich

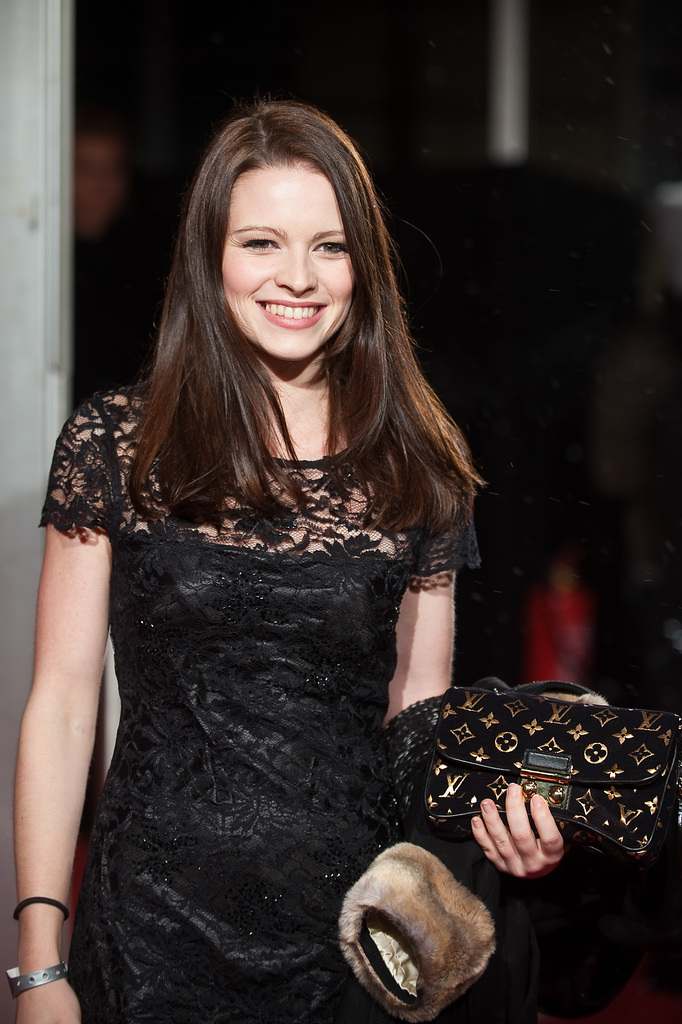
Jennifer Ulrich bei den Berlinale 2010

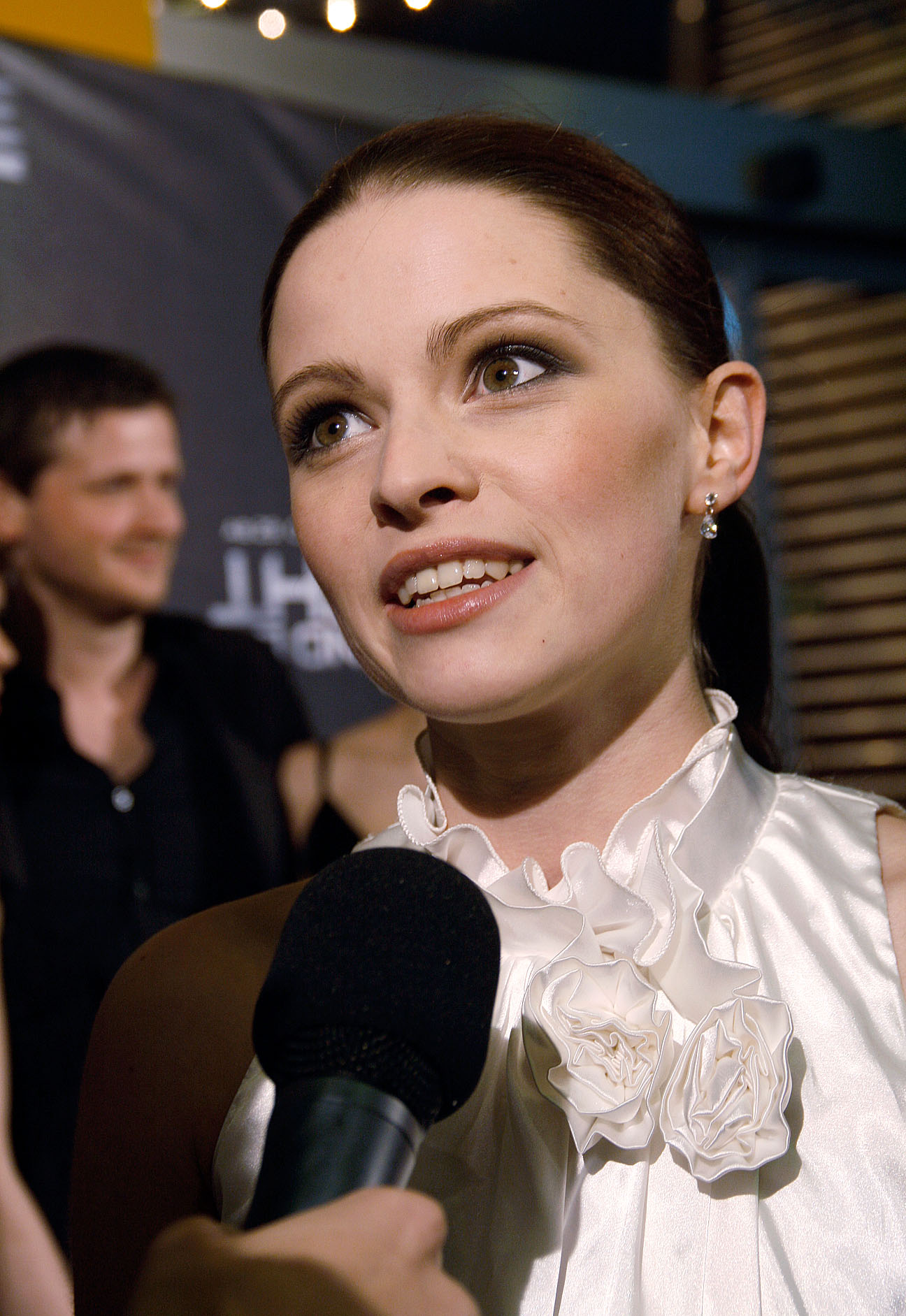
Jennifer Ulrich auf Premiere des Filmes Wir sind die Nacht am 27. Oktober 2010 in Wien

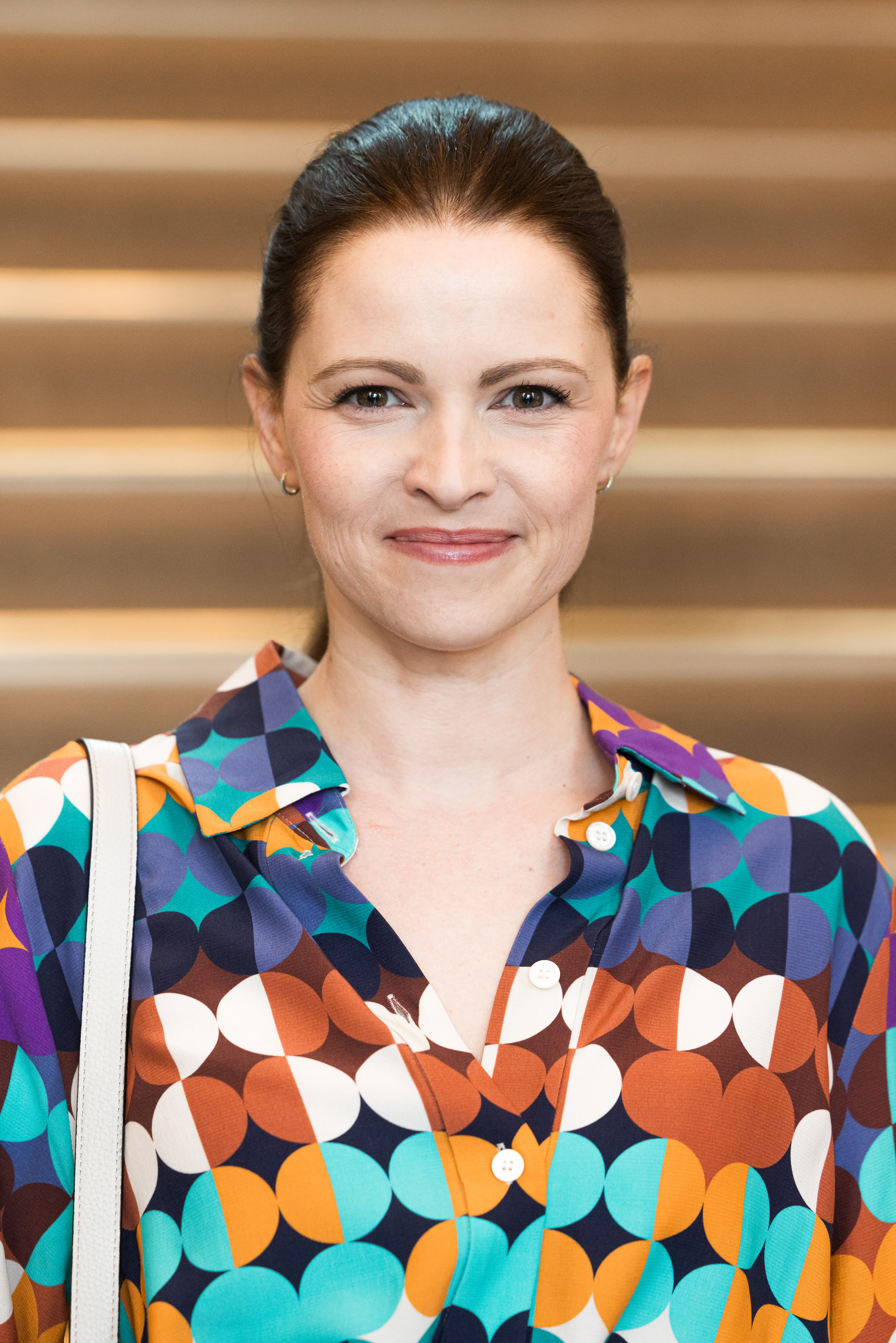
Jennifer Ulrich bei den Berlinale 2024

Jennifer Ulrich (* 18. Oktober 1984 in Ost-Berlin) ist eine deutsche Schauspielerin. Seit 2002 stand sie in über 60 Film- und Fernsehproduktionen vor der Kamera.

## Leben und Karriere
2001 gab Ulrich im Alter von 16 Jahren in dem Filmdrama Große Mädchen weinen nicht von Maria von Heland ihr Schauspieldebüt vor der Kamera. Nach Fernsehproduktionen wie Berlin – Eine Stadt sucht den Mörder und Untreu spielte sie 2006 in den beiden Kinofilmen Elementarteilchen und Die Wolke. Es folgten diverse Gastauftritte in verschiedenen Fernsehserien und -reihen, unter anderem in Einsatz in Hamburg und Tatort. Der endgültige Durchbruch für Ulrich kam 2008, wo sie neben Jürgen Vogel und Max Riemelt in Dennis Gansels Literaturverfilmung Die Welle als Karo ihre erste große Kinohauptrolle spielte.
2009 übernahm Ulrich unter der Regie von Christian Theede die Rolle der Prinzessin Frieda in dem Märchenfilm Der gestiefelte Kater der Fernsehreihe Sechs auf einen Streich. Im selben Jahr folgte mit dem Vampirfilm Wir sind die Nacht eine erneute Zusammenarbeit mit Gansel, wo sie an der Seite von Karoline Herfurth und Nina Hoss die Vampirin Charlotte gab. Für diese Rolle wurde ihr 2011 in Orvieto der Fantasy Horror Award in der Kategorie Best Interpretation New Talent verliehen. Ebenfalls 2009 war sie in ihrer ersten englischsprachigen Rolle neben Barbara Hershey und Jeroen Krabbé im 2008 in Südafrika gedrehten Film Albert Schweitzer – Ein Leben für Afrika zu sehen. 
Anfang 2010 erhielt Ulrich die Hauptrolle im Horrorfilm Zimmer 205 unter der Regie von Rainer Matsutani.
Im Sommer 2011 drehte sie, in einer der Hauptrollen, das italienische Politdrama Diaz – Don’t Clean Up This Blood unter der Regie von Daniele Vicari. Nachdem der Film erfolgreich in der Sektion Panorama Special auf der Berlinale 2012 lief und den 2. Platz des Publikumspreises gewann, lief er ab dem 13. April 2012 in den italienischen Kinos. Ende 2011 übernahm sie erneut eine englischsprachige Rolle in dem Film Meet me in Montenegro, an der Seite von Rupert Friend.
2012 spielte Ulrich in der Polizeiruf 110-Folge Die Gurkenkönigin eine der beiden Töchter der von Susanne Lothar verkörperten Gurkenfabrikantin Luise König. Im selben Jahr übernahm sie die Hauptrolle der Society-Journalistin Lissie Lensen im Sat.1-Film Herztöne, basierend auf dem gleichnamigen Roman von Katja Kessler, unter der Regie von Sven Bohse. Es folgten weitere Hauptrollen in den Sat.1-Filmen Wüstenherz – Der Trip meines Lebens (2013), Hangover in High Heels (2015) sowie 2017 neben Marc Benjamin in dem Film Leg dich nicht mit Klara an, wo sie als BND-Agentin Klara, die ihren Ex-Freund zurückerobern will, zu sehen war.
Ende 2014 zeigte ARD-alpha im Rahmen der ARD-Themenwoche „Anders als du denkst“ den Film Toleranz, in dem Ulrich die Hauptrolle der Handballerin Karoline Benzko spielt, die Parallelen zum Fall der Ruderin Nadja Drygalla aufweist.
Im Sommer 2017 stand Ulrich für den ZDF-Fernsehfilm Ein Sommer im Allgäu aus der ZDF-Herzkino-Reihe „Ein Sommer in …“ vor der Kamera; sie verkörpert darin die querschnittgelähmte Extremkletterin Bärbel Leitner. Die Erstausstrahlung erfolgte im ZDF im November 2017.
Im Herbst 2017 drehte Ulrich auf der Serra de Tramuntana mit Harald Krassnitzer und Michael Gwisdek für den ARD-Fernsehfilm Familie Wöhler auf Mallorca, in welchem sie die Rolle der Stefanie Wöhler spielte und der im Februar 2019 auf Das Erste ausgestrahlt wurde.
2019 war Ulrich als Emily im italienischen Independent-Drama Drive me Home von Simone Catania zu sehen. Im selben Jahr reiste sie für die Dreharbeiten der Fernsehserie Dignity längere Zeit nach Chile in Südamerika. Produziert wurde die Serie von der deutschen Story House Filmproduktion und der chilenischen Invercine & Wood für den deutschen Streaming-Anbieter Joyn und den chilenischen TV-Sender MEGA. Die Geschichte basiert auf wahren Begebenheiten der ehemaligen deutschen Sekte Colonia Dignidad unter der Führung von Paul Schäfer im Süden Chiles, beinhaltet aber ebenfalls fiktionale Teile und Charaktere. Weltpremiere feierte die erste Folge der Serie im Oktober 2019 auf der MIPCOM in Cannes.
Ende 2019 drehte Ulrich zusammen Margherita Buy in Rom den Kurzfilm Unspoken unter der Regie von Maria Sole Tognazzi. Unspoken ist einer von sechs Kurzfilmen des Projektes Tell It Like a Woman.
2020 spielte Ulrich an der Seite von Nora Tschirner eine durchgehende Nebenrolle als personifizierte Depression in der 6-teiligen Fernsehserie The Mopes. Die Serie ist auf Warner TV Comedy und in den USA auf HBO Max zu sehen.
2023 übernahm Jennifer Ulrich eine der Hauptrollen im ZDF-Politdrama Die Whistleblowerin unter der Regie von Elmar Fischer.
Ulrich lebt in Berlin.

## Soziales Engagement
Seit 2005 engagiert sich Ulrich zum Thema Organspende. 2005 wurde sie Teil des gemeinnützigen Vereins Junge Helden e. V., mit dem sie seitdem Aufklärungsarbeit zum Beispiel in Schulen, bei Jugendveranstaltungen und Festivals leistet mit dem Ziel, vor allem junge Menschen zu bewegen, eine Entscheidung für oder gegen Organspende zu treffen und diese im Organspendeausweis zu vermerken. Ulrich interviewte dazu auch den Arzt Gregor Warnecke, damaliger leitender Oberarzt und Profilbereichsleiter Transplantation der Medizinischen Hochschule Hannover (MHH), für den Aufklärungsfilm Entscheidend ist die Entscheidung, der seit 2015 auf Youtube zu sehen oder als Unterrichtsmaterial in Form einer DVD bestellbar ist. 2019 setzte sich der Verein Junge Helden e. V. für die Widerspruchsregelung in Deutschland ein. Dazu wurde Ulrich 2019 in den Bundestag eingeladen, um dort eine Rede zur Widerspruchsregelung und die daraus resultierende Verbesserung des Gesundheitssystems in Bezug auf Transplantationen zu halten.
Ulrich erhielt im Jahre 2016 Morddrohungen auf dem Social-Media-Portal Facebook. Sie setzte sich dort öffentlich für mehr Transparenz sowie bessere Zusammenarbeit des Unternehmens mit der Polizei ein und übte Kritik an der Duldung von Hassreden und Straftaten seitens Facebook. Nachdem die Presse berichtet hatte, nahm auch die Politik ihren Fall zum Anlass, bessere Gesetze auf Social-Media-Plattformen zu fordern. Die Hessische Landesjustizministerin Eva Kühne-Hörmann nahm Ulrichs Fall im Hessischen Landtag als Beispiel, um „rechtliche Regelungen“ zu fordern, die Unternehmen, wie z. B. Facebook, dazu verpflichten, bei Hassreden und Volksverhetzung konkret zu handeln, auch wenn sie ihren Hauptsitz im Ausland haben.

## Fotografie
Im Dezember 2018 eröffnete Ulrich ihre erste professionelle Fotoausstellung Adore & Endure in Berlin. Gezeigt wurden 30 ihrer Schwarz-Weiß-Fotografien.

## Filmografie

### Kinofilme
- 2002: Große Mädchen weinen nicht
- 2003: Befreite Zone (als Jenny Ulrich)
- 2005: Lauf der Dinge
- 2005. Sieben Tage Sonntag
- 2006: Elementarteilchen
- 2006: Die Wolke
- 2008: Die Welle
- 2008: Ein Teil von mir
- 2009: Albert Schweitzer – Ein Leben für Afrika
- 2010: Wir sind die Nacht
- 2011: Zimmer 205
- 2012: Diaz – Don’t Clean Up This Blood (Diaz)
- 2014: Meet me in Montenegro
- 2019: Drive me Home
- 2020: Tell it like a Woman - Unspoken

### Fernsehfilme
- 2003: Berlin – Eine Stadt sucht den Mörder
- 2003: Untreu
- 2006: Zwei zum Fressen gern
- 2009: Der gestiefelte Kater
- 2010: Die Kinder von Blankenese
- 2012: Herztöne
- 2013: Wüstenherz – Der Trip meines Lebens
- 2014: Toleranz
- 2014: Hangover in High Heels
- 2016: Leg dich nicht mit Klara an
- 2016: Fanny und die geheimen Väter
- 2016: Fanny und die gestohlene Frau
- 2017: Familie Wöhler auf Mallorca
- 2018: Extraklasse
- 2018: Es bleibt in der Familie
- 2023: Die Whistleblowerin
- 2024: Ostsee für Sturköppe

### Fernsehserien und -reihen
- 2006: Einsatz in Hamburg – Mord nach Mitternacht
- 2006: Polizeiruf 110: Verstoßen
- 2006–2014: Alarm für Cobra 11 – Die Autobahnpolizei (drei Folgen)
- 2007: Tatort: Familienaufstellung
- 2009: Kommissar Stolberg (Folge Die falsche Frau)
- 2011: Polizeiruf 110: Die Gurkenkönigin
- 2015: Böser Wolf – Ein Taunuskrimi (Zweiteiler)
- 2016: SCHULD nach Ferdinand von Schirach: Familie
- 2016: Kommissar Dupin: Bretonischer Stolz
- 2019: Morden im Norden (Folge Vollgas)
- 2019: Dignity (8 Folgen)
- 2021: The Mopes (5 Folgen)